# Lista monumentelor istorice din județul Brașov - Ș

Simbol pentru monumentele istorice

Lista monumentelor istorice din județul Brașov - Ș cuprinde monumentele istorice înscrise în Patrimoniul cultural național al României și aflate în localități ce încep cu litera Ș din județul Brașov.
Lista completă este menținută și actualizată periodic de către Ministerul Culturii, Cultelor și Patrimoniului Național din România, prin intermediul Institutului Național al Patrimoniului, ultima versiune datând din 2015. Această listă cuprinde și actualizările ulterioare, realizate prin ordin al ministrului culturii.
| Cod LMI                               | Denumire                                                     | Localitate                            | Localizare                                                                        | Datare, Creatori                  | Imagine               | Erori             |
| ------------------------------------- | ------------------------------------------------------------ | ------------------------------------- | --------------------------------------------------------------------------------- | --------------------------------- | --------------------- | ----------------- |
| BV-I-s-B-11290 (RAN: 41863.01)        | Așezare dacică                                               | sat Șinca Veche; comuna Șinca         | „Dealul Pleșu” („Dealul Bălăneștilor”), la 1 km S de sat, pe valea pârâului Crețu | sec. IV a. Chr.-I p. Chr., Latène | Încarcă foto \| video | Raportează eroare |
| BV-II-a-B-11820                       | Ansamblul casei parohiale evanghelice                        | sat Șercaia; comuna Șercaia           | Str. Oltului 32-33                                                                | sec. XVII-XIX                     | Alte imagini          | Raportează eroare |
| BV-II-m-B-11820.01 (RAN: 41827.07)    | Casa parohială evanghelică                                   | sat Șercaia; comuna Șercaia           | Str. Oltului 32-33                                                                | 1839 - 1840                       |                       | Raportează eroare |
| BV-II-m-B-11820.02                    | Turn-clopotniță                                              | sat Șercaia; comuna Șercaia           | Str. Oltului 32-33                                                                | 1691, 1819                        |                       | Raportează eroare |
| BV-II-m-B-11821                       | Biserica evanghelică                                         | sat Șercaia; comuna Șercaia           | Str. Oltului 32-33                                                                | 1868 - 1875                       | Alte imagini          | Raportează eroare |
| BV-II-m-B-11822 (RAN: 41907.01)       | Biserica „Cuvioasa Paraschiva”                               | sat Șercăița; comuna Șinca            | 272                                                                               | 1798                              |                       | Raportează eroare |
| BV-II-m-B-11823                       | Biserica „Sf. Nicolae”                                       | sat Șimon; comuna Bran                | 119 45.485°N 25.3545°E                                                            | sec. XIX                          |                       | Raportează eroare |
| BV-II-a-A-11824                       | Ansamblul bisericii „Cuvioasa Paraschiva”                    | sat Șimon; comuna Bran                | 340 45.4944°N 25.3559°E                                                           | sec. XVIII - XIX                  |                       | Raportează eroare |
| BV-II-m-A-11824.01                    | Biserica „Cuvioasa Paraschiva”                               | sat Șimon; comuna Bran                | 340                                                                               | 1792                              |                       | Raportează eroare |
| BV-IV-m-A-11824.02                    | Cruci                                                        | sat Șimon; comuna Bran                | 340 45.4944°N 25.3559°E                                                           | sec. XVIII - XIX                  |                       | Raportează eroare |
| BV-II-m-A-11825 (RAN: 41658.01)       | Biserica de lemn „Din Deal”                                  | sat Șinca Nouă; comuna Poiana Mărului | 385 45.70494°N 25.24986°E                                                         | 1761                              |                       | Raportează eroare |
| BV-II-m-A-11826 (RAN: 41863.03)       | Mănăstirea rupestră                                          | sat Șinca Veche; comuna Șinca         | Pe Dealul Pleșu, zona Crețu                                                       | sec. XVIII                        | Alte imagini          | Raportează eroare |
| BV-II-a-A-11827 (RAN: 41952.06)       | Ansamblul bisericii evanghelice fortificate                  | sat Șoarș; comuna Șoarș               | 282 45.9281°N 24.9297°E                                                           | sec. XV - XIX                     | Alte imagini          | Raportează eroare |
| BV-II-m-A-11827.01 (RAN: 41952.06.01) | Biserica evanghelică fortificată                             | sat Șoarș; comuna Șoarș               | 282                                                                               | sec. XV - XVI,1806                |                       | Raportează eroare |
| BV-II-m-A-11827.02 (RAN: 41952.06.02) | Incintă fortificată (fragmente), cu încăpere pentru provizii | sat Șoarș; comuna Șoarș               | 282                                                                               | sec. XV - XVI                     |                       | Raportează eroare |
| BV-II-m-B-11828                       | Casa parohială evanghelică                                   | sat Șoarș; comuna Șoarș               | 283                                                                               | 1828,1920 - 1930                  |                       | Raportează eroare |
| BV-II-m-A-11829 (RAN: 41453.02)       | Biserica „Adormirea Maicii Domnului”                         | sat Șona; comuna Mândra               | 229                                                                               | 1706                              |                       | Raportează eroare |